# Forelius golbachi
Forelius golbachi é uma espécie de formiga do gênero Forelius.